# Pagus (Romeins)

Pagi in Koninkrijk Bourgondië (9e eeuw).

Het Latijnse woord pagus (meervoud: pagi) betekent gouw en is afkomstig van het Griekse pagos, ofwel “dat wat vastgemaakt is”. Een afgeleide in de Franse taal is pays. In het Gallo-Romeinse Rijk, na de reorganisatie van Diocletianus, was een pagus het kleinste administratieve district van een provincie. Voordien was het een informele benaming van een landelijk district geweest. 
Verwijderd van het administratieve centrum, of dat nu de zetel van een bisschop was, een ommuurde stad of een versterkt dorp, bleven de pagi trouw aan hun eigen gewoonten, geloof en rituelen, men wilde zich veelal niet tot het christendom bekeren. Hierdoor werd uit het woord door de Rooms-Katholieke Kerk het begrip paganisme gevormd, waarmee men geloven en godsdiensten ging aanduiden die niet tot het christendom hoorden zoals beleden door de kerk, dit ging men als heidendom bestempelen.
Voorbeelden van pagi: pagus Arduennensis (Ardennengouw), pagus Bracbatensis (Brabantgouw), pagus Flandrensis (Vlaanderengouw), pagus Hanoniensis (Henegouw), pagus Leuhius (Luikgouw), pagus Taruanensis (Ternaasgouw), pagus Tornacensis (Doornikgouw).